# Ryszard Dreszer

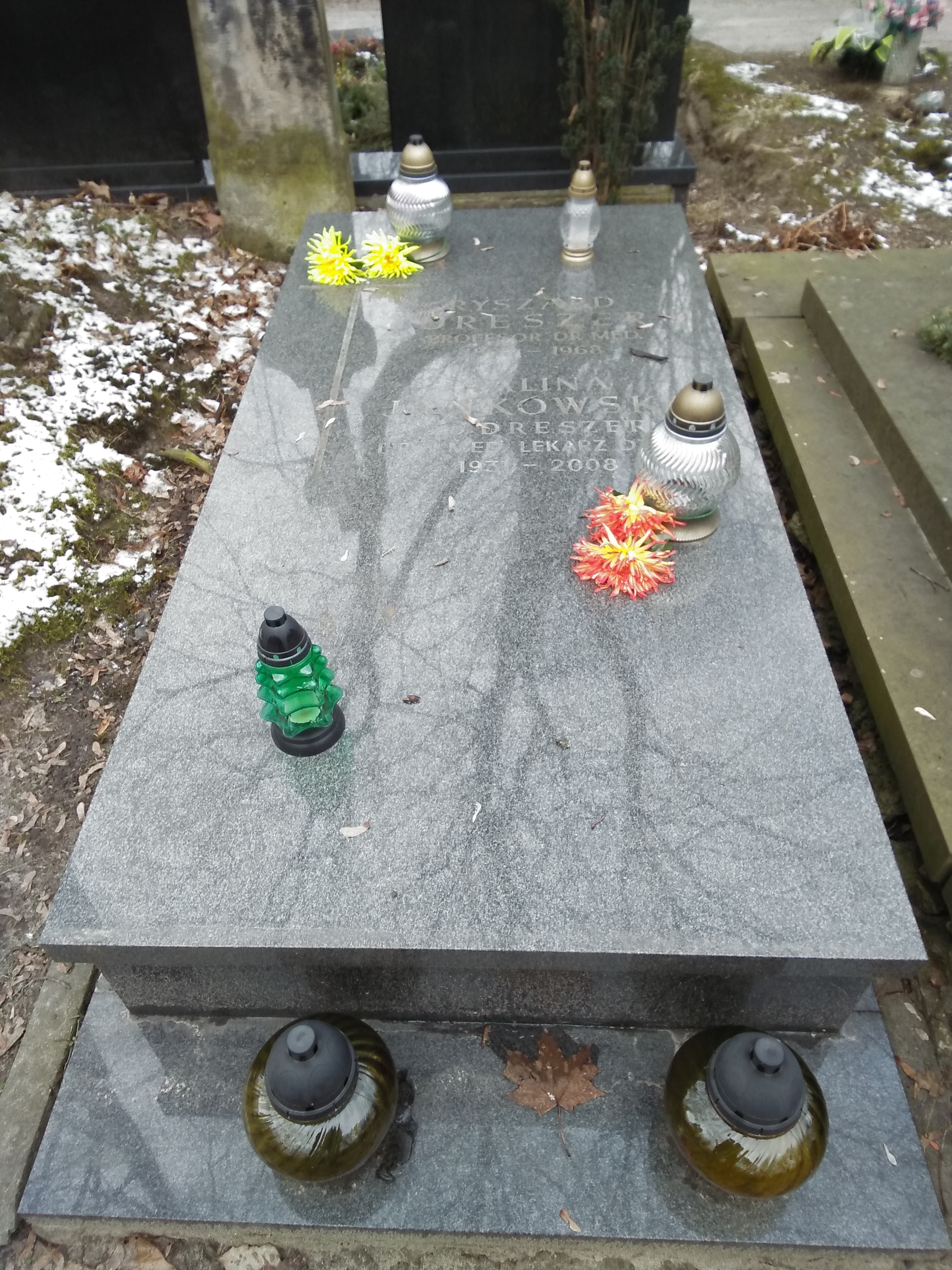
Grób Ryszarda Dreszera na cmentarzu Powązkowskim

Ryszard Alfred Dreszer ps. "Dren" (ur. 22 lipca 1897 w Kielcach, zm. 13 listopada 1968 w Warszawie) – polski lekarz psychiatra, profesor Uniwersytetu Poznańskiego.

## Życiorys
Syn Alfreda Dreszera (1871–1944), lekarza internisty, i Agnieszki z domu Fulde. Ukończył szkołę średnią w Kaliszu, maturę zdawał w Warszawie, następnie studiował medycynę na Uniwersytecie Warszawskim uzyskując dyplom w 1924 roku. Habilitował się pod kierunkiem Jana Mazurkiewicza. W powstaniu warszawskim kierował oddziałem szpitala powstańczego na Żoliborzu. Od 1947 do 1967 był kierownikiem Katedry Psychiatrii Uniwersytetu Poznańskiego. W 1963 roku otrzymał tytuł profesora zwyczajnego.
Od 1933 był redaktorem czasopisma „Zagadnienia Rasy” (od 1937 do 1939 pod tytułem „Eugenika Polska”). Po wojnie należał do komitetu redakcyjnego „Rocznika Psychiatrycznego”.
Pochowany jest na cmentarzu Powązkowskim (kwatera 234, rząd 4, miejsce 26).

## Wybrane prace
- Zarys psychiatrii sądowej dla medyków i prawników. Warszawa: Państwowy Zakład Wydawnictw Lekarskich, 1962
- Alkoholizm a choroby psychiczne Warszawa: Państwowy Zakład Wydawnictw Lekarskich, 1950